# Yanhe
Yanhe (en chino, 沿河; pinyin, Yánhé, léase Yan-Jó) 
es un condado autónomo bajo la administración directa de la Prefectura Tong'ren en la provincia de Guizhou, República Popular China. Su área es de 2483 km² y su población total para 2016 superó los 680 mil habitantes.

## Toponimia
Yanhe significa literalmente 'a lo largo del río', Yan (沿 ir en la dirección del flujo de agua) y He (河 río). La región es bañada por el río Wu (乌江) por 132 km, y la ciudad se fue desarrollando a lo largo de ambas orillas.
Como las otras regiones autónomas, se caracteriza por estar asociada a un grupo étnico minoritario, en este caso, los tujia. La minoría étnica Tujia es la principal representando el 61,2% de la población total. Es el único condado autónomo solo de la etnia Tujia en China.
La región recibió la condición de "autónomo" cuando se estableción el "condado autónomo Tujia de Yanhe" el 23 de noviembre de 1987.

## Administración
Desde julio de 2022, el condado Yanhe se divide en 23 pueblos que se administran en 4 subdistritos, 17 poblados y 2 villas.

## Geografía
Situada en el extremo norte de la ciudad-prefectura, en el área fronteriza de cuatro provincias Yunnan , Guizhou , Hunan y Hubei. Su área total es de 2468 kilómetros cuadrados, representando el 1.4% del área total de la provincia de Guizhou, y el 13.7% del área total de la ciudad de Tong'ren, el área construida es de 10 km².  Su entorno geográfico está representado por la Meseta de Guizhou, la cordillera de Dagu y la cordillera de Wuling. La altitud más alta es de 1462 metros y la altitud más baja es de 225 metros. Las montañas representan el 69.9%, las colinas representaron el 27% y las represas el 3.1%. El Río Wu fluye a ambos lados del Subdistrito Tuanjie (团结街道) el centro administrativo a una altitud promedio de 300 m s. n. m.

## Clima
El condado autónomo de Yanhe tiene una zona climática húmeda monzónica subtropical. La temperatura promedio anual va de 13 a 18 °C, la precipitación anual es de 1050 a 1220 mm y la luz solar anual es de 1100 a 1400 horas. Es adecuado para el crecimiento, desarrollo y reproducción de muchos animales, plantas y microorganismos. 
| Parámetros climáticos promedio de Yanhe (1981−2010) | Parámetros climáticos promedio de Yanhe (1981−2010) | Parámetros climáticos promedio de Yanhe (1981−2010) | Parámetros climáticos promedio de Yanhe (1981−2010) | Parámetros climáticos promedio de Yanhe (1981−2010) | Parámetros climáticos promedio de Yanhe (1981−2010) | Parámetros climáticos promedio de Yanhe (1981−2010) | Parámetros climáticos promedio de Yanhe (1981−2010) | Parámetros climáticos promedio de Yanhe (1981−2010) | Parámetros climáticos promedio de Yanhe (1981−2010) | Parámetros climáticos promedio de Yanhe (1981−2010) | Parámetros climáticos promedio de Yanhe (1981−2010) | Parámetros climáticos promedio de Yanhe (1981−2010) | Parámetros climáticos promedio de Yanhe (1981−2010) |
| Mes                                                 | Ene.                                                | Feb.                                                | Mar.                                                | Abr.                                                | May.                                                | Jun.                                                | Jul.                                                | Ago.                                                | Sep.                                                | Oct.                                                | Nov.                                                | Dic.                                                | Anual                                               |
| --------------------------------------------------- | --------------------------------------------------- | --------------------------------------------------- | --------------------------------------------------- | --------------------------------------------------- | --------------------------------------------------- | --------------------------------------------------- | --------------------------------------------------- | --------------------------------------------------- | --------------------------------------------------- | --------------------------------------------------- | --------------------------------------------------- | --------------------------------------------------- | --------------------------------------------------- |
| Temp. máx. abs. (°C)                                | 24.2                                                | 31.1                                                | 34.3                                                | 36.0                                                | 39.1                                                | 39.9                                                | 41.6                                                | 42.0                                                | 40.4                                                | 36.6                                                | 30.3                                                | 21.9                                                | '                                                   |
| Temp. máx. media (°C)                               | 9.9                                                 | 12.1                                                | 16.6                                                | 22.8                                                | 27.3                                                | 29.9                                                | 33.4                                                | 33.8                                                | 29.6                                                | 22.9                                                | 17.9                                                | 12.2                                                | 22.4                                                |
| Temp. media (°C)                                    | 6.6                                                 | 8.5                                                 | 12.3                                                | 17.7                                                | 22.0                                                | 25.0                                                | 27.8                                                | 27.8                                                | 24.1                                                | 18.4                                                | 13.6                                                | 8.6                                                 | 17.7                                                |
| Temp. mín. media (°C)                               | 4.3                                                 | 5.9                                                 | 9.2                                                 | 14.2                                                | 18.2                                                | 21.5                                                | 23.8                                                | 23.6                                                | 20.4                                                | 15.6                                                | 10.9                                                | 6.1                                                 | 14.5                                                |
| Temp. mín. abs. (°C)                                | -3.2                                                | -2.3                                                | 0.1                                                 | 5.8                                                 | 10.1                                                | 14.6                                                | 18.3                                                | 17.6                                                | 13.2                                                | 7.1                                                 | 0.7                                                 | -2.4                                                | '                                                   |
| Precipitación total (mm)                            | 24.0                                                | 26.2                                                | 46.5                                                | 107.6                                               | 174.4                                               | 189.5                                               | 193.2                                               | 123.6                                               | 82.2                                                | 98.2                                                | 50.6                                                | 21.8                                                | 1137.8                                              |
| Humedad relativa (%)                                | 75                                                  | 73                                                  | 74                                                  | 76                                                  | 78                                                  | 81                                                  | 78                                                  | 75                                                  | 75                                                  | 80                                                  | 77                                                  | 75                                                  | 76.4                                                |
| Fuente: China Meteorological Data Service Center    |                                                     |                                                     |                                                     |                                                     |                                                     |                                                     |                                                     |                                                     |                                                     |                                                     |                                                     |                                                     |                                                     |

## Recursos
A partir de 2014, las minas en el condado de Yanhe incluyen carbón, fluorita, barita, plomo, zinc, mercurio, hierro, fósforo, calcita, azufre, cobre, bauxita, caolín. Más de 20 tipos  de material duro como  mármol, yeso, oro, cobalto, arena de cuarzo, piedra caliza, dolomita, arcilla. La reserva de carbón en teoría es de 200 millones de toneladas, la reserva de fluorita es de 2,5 millones de toneladas.